# Cal Tarragó
Cal Tarragó o Cal Bonet és un habitatge d'Hostafrancs, al municipi dels Plans de Sió (Segarra) inclòs a l'Inventari del Patrimoni Arquitectònic de Catalunya.

## Descripció

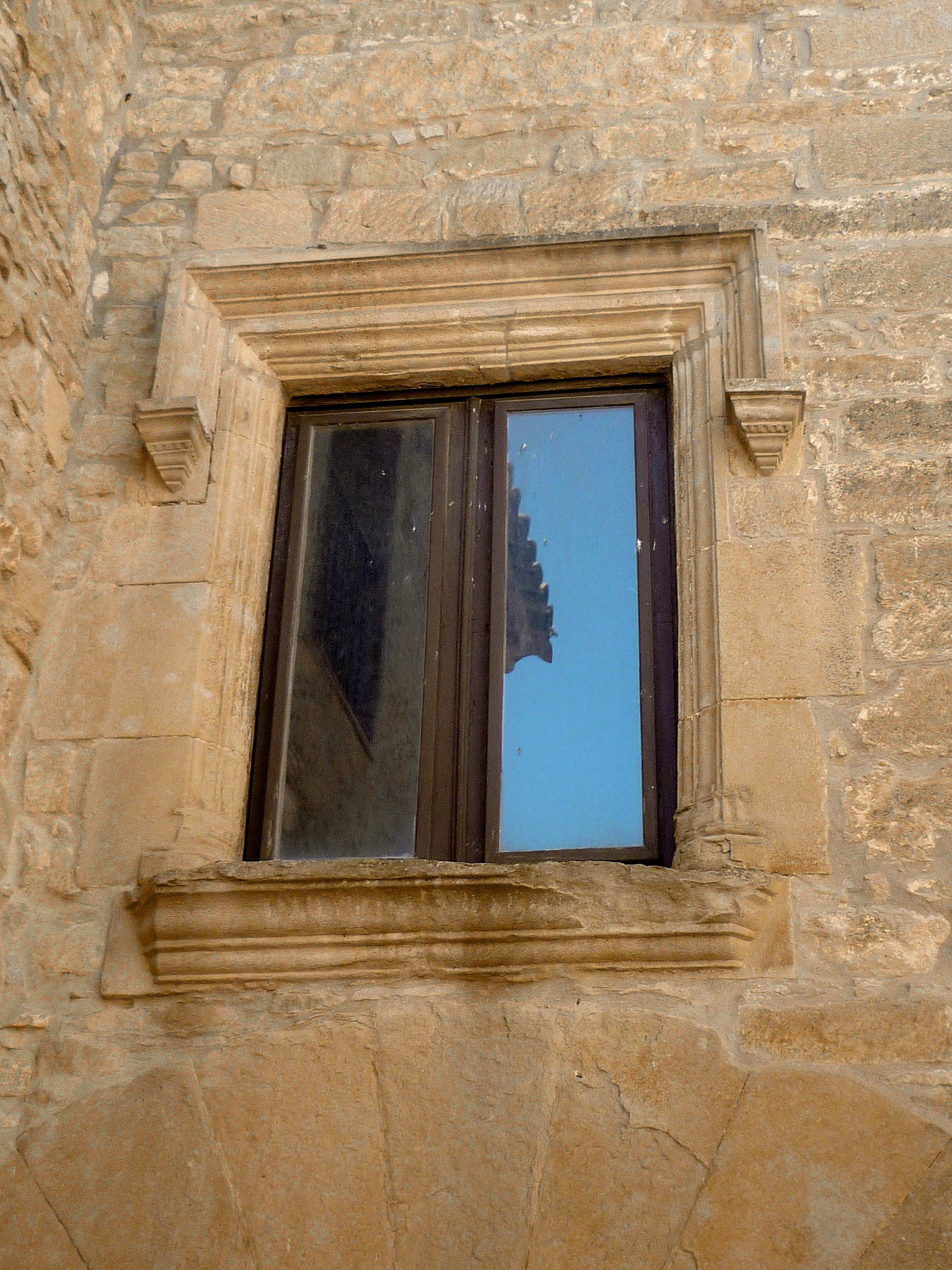
Finestra motllurada

Es tracta d'una casa de grans dimensions que ocupa un dels angles de la plaça de l'Església. Presenta un esquema de planta baixa i dues plantes superiors. A la planta baixa, pel costat que dona al carrer de la Plaça, es troba la porta principal formada per un arc de mig punt adovellat, per sobre de la qual s'obre una finestra amb guardapols i brancals motllurats; al mateix nivell, però al costat que dona a la plaça de l'Església, apareixen dues finestres sense cap mena de treball decoratiu. La primera planta presenta dos balcons amb llinda superior i carreus als brancals. A la tercera i última planta es troben dues finestres de menors dimensions. Situada sobre la teulada, apareix una petita torre amb finestrals d'arc apuntats. A la part esquerra de l'edifici es troba una terrassa amb una balustrada, posterior a la construcció de la casa i segurament contemporània a la torre situada a la teulada de la casa.